# Casa di Goethe
Die Casa di Goethe ist ein Museum und Kulturzentrum in Rom, das Johann Wolfgang von Goethe und seiner Italienischen Reise gewidmet ist. Es wird vom Arbeitskreis selbständiger Kultur-Institute (kurz AsKI) getragen und ist laut der eigenen Homepage das einzige deutsche Museum im Ausland. Finanziert wird die Casa di Goethe vom Beauftragten der Bundesregierung für Kultur und Medien.

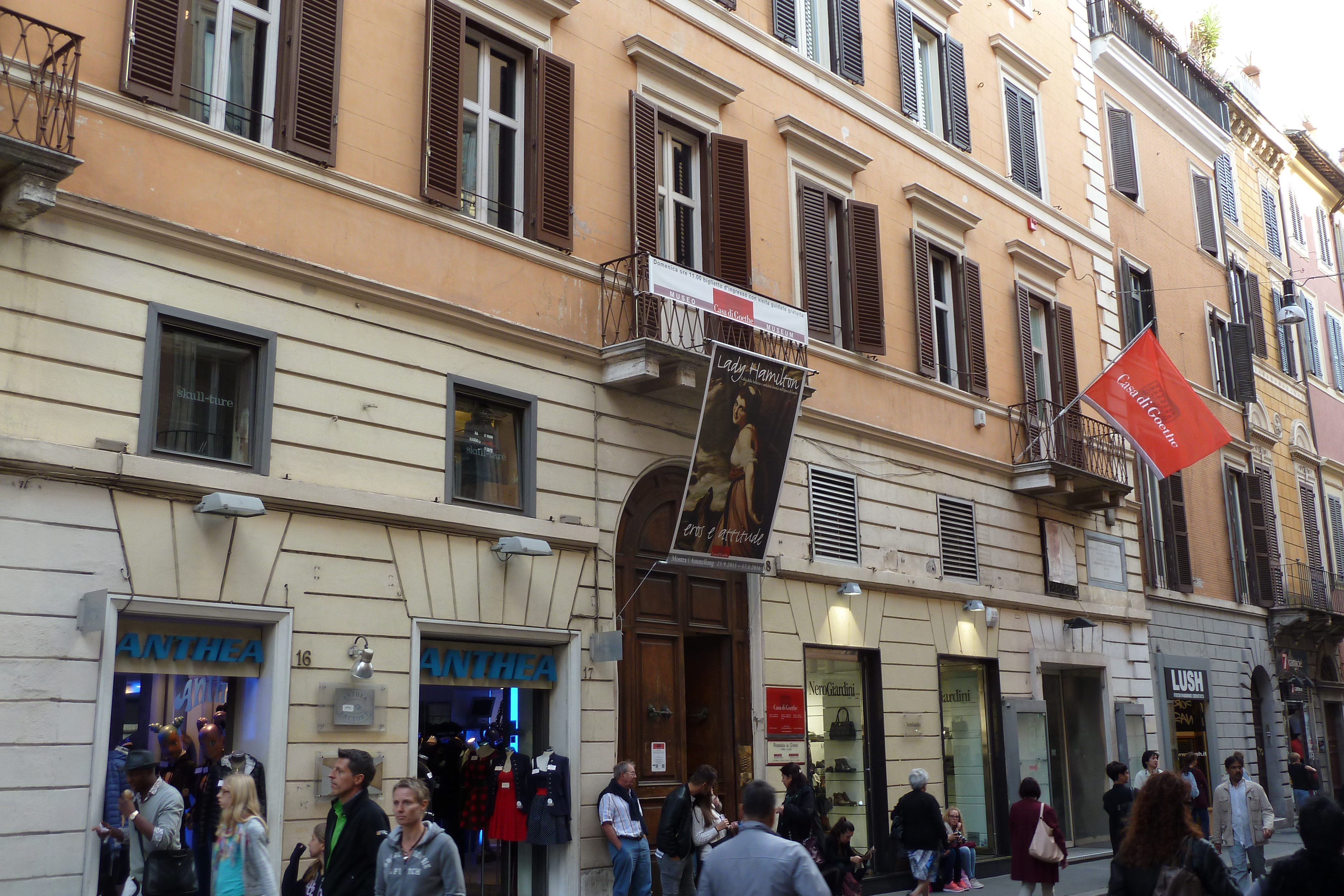
Ansicht des Gebäudes in der Via del Corso Nr. 18. Die Casa di Goethe befindet sich in der ersten Etage. (2015)

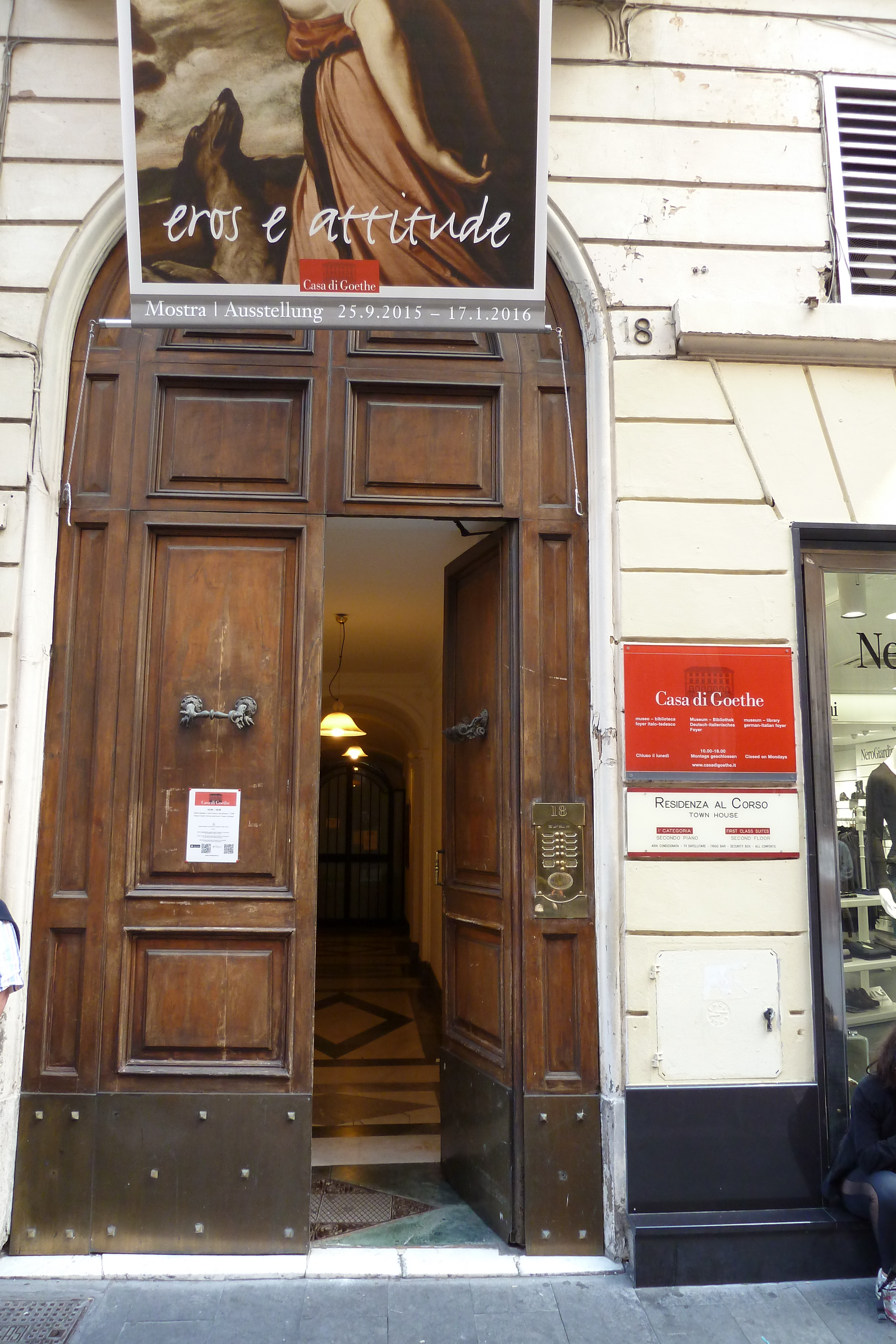
Eingang der Casa di Goethe in der Via del Corso mit Werbung für eine Ausstellung des Jahres 2015

## Geschichte
Von 1973 bis 1982 betrieb das Freie Deutsche Hochstift/Frankfurter Goethemuseum eine kleine Gedenkstätte in gemieteten Räumen im zweiten Stock eines Hauses in der Via del Corso 18 in Rom, wo Goethe während seiner italienischen Reise von 1786 bis 1788 bei Johann Heinrich Wilhelm Tischbein lebte. Das Museum musste 1982 aus finanziellen Gründen schließen. Ein paar Jahre später beauftragte man den AsKI e. V., ein neues Museumskonzept zu entwerfen. Unter der Leitung des damaligen AsKI-Geschäftsführers Konrad Scheurmann wurde das Projekt vorangetrieben. 1990 konnte der gesamte erste Stock, in dem Tischbein (zuvor wohnhaft Via del Babuino 51) seit dem Spätsommer 1786 mit Johann Georg Schütz und Friedrich Bury als Mieter des Kutschers Serafino Collina und dessen Ehefrau, ab 30. Oktober 1786 auch Goethe, nachweislich gewohnt hatten, erworben werden. Goethe, der zwar seit 1781 mit Tischbein in Briefkontakt stand, ihn jedoch persönlich noch nicht kannte, hatte zuvor Tischbein ein Stipendium für seinen zweiten Italienaufenthalt vermittelt. Am 30. Mai 1997 wurde die Casa di Goethe vom damals zuständigen Innenminister Manfred Kanther eröffnet. Seit diesem Jahr erinnert sie mit der Dauerausstellung Goethe in Italien und zwei bis vier Wechselausstellungen pro Jahr an Goethes Italienerfahrung und die Tradition der Italienreisen gestern und heute.

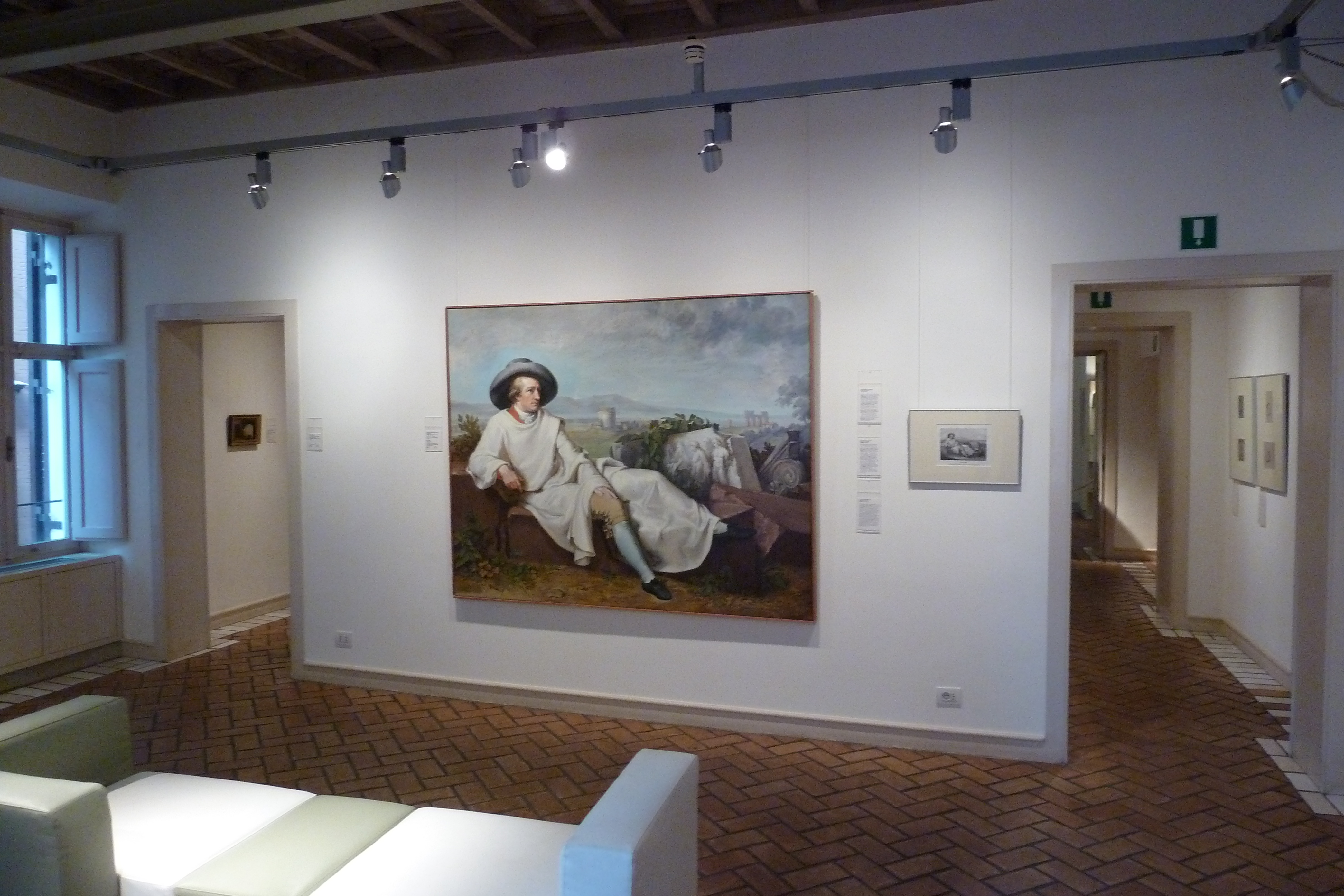
Kopie des berühmten Tischbein-Gemäldes Goethe in der Campagna (2015)

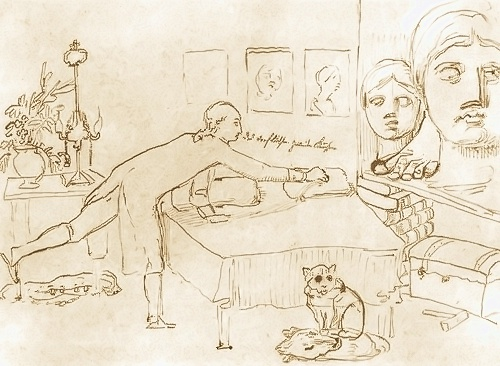
Das verfluchte zweite Kissen zeigt Goethes erstes Zimmer in der Casa di Goethe

Von 1998 bis 2006 finanzierte die DaimlerChrysler AG ein Stipendiatenprogramm für Literaten, Publizisten, Wissenschaftler, Übersetzer und Künstler. 2009 konnte mit Unterstützung des Deutschen Bundestags die Wohnung im 2. Stock erworben werden, in der sich das erste Goethe Museum Rom befunden hatte. Am 20. September 2012 wurden neue Räume (rund 250 m²) in Anwesenheit von Staatsminister Bernd Neumann und seines italienischen Kollegen Lorenzo Ornaghi eröffnet. Öffentlich zugänglich wurde nun die historische Bibliothek des Deutschen Künstlervereins in Rom, die bisher auf verschiedene Institute verteilt war. Sie enthält zahlreiche Dokumente zu den Organisationen und zum Leben der deutschen Künstler im Rom des 19. Jahrhunderts. Hinzu kommen in der 2. Etage Seminar- und Bibliotheksräume und ein neuer Veranstaltungssaal.
Das Museum stand von 1997 bis April 2013 unter der Leitung von Ursula Bongaerts - welche ab 2003 mit dem Schriftsteller F. C. Delius verheiratet war, gefolgt bis 2022 von der italienischen Literaturwissenschaftlerin Maria Gazzetti - von 1996 bis 2010 Leiterin des Literaturhauses in Frankfurt am Main. Seit April 2022 leitet Gregor H. Lersch das Haus.

## Tätigkeit
Inhaltlicher Schwerpunkt der Dauerausstellung ist Goethes italienische Reise mit ihren Auswirkungen auf den Dichter und sein Werk. Sie beleuchtet zudem Aspekte zur Tradition der Italienreise bis in die Gegenwart. Im Besitz der Casa di Goethe befindet sich eine eigene Sammlung von Graphiken, Zeichnungen, Autographen, Skulpturen und Gemälden. In den Wechselausstellungen werden deutsch-italienische Themen bis in die Gegenwart behandelt oder sie zeigen die Auseinandersetzung unterschiedlicher Künstlerpersönlichkeiten wie Max Beckmann, Heinrich und Thomas Mann, Andreu Alfaro, Günter Grass und Johann Gottfried Schadow mit dem Werk und der Person Goethes. Zu den Ausstellungen erscheinen zweisprachige Publikationen, die über die Homepage des Museums oder des AsKI e. V. zu beziehen sind.
Die Casa di Goethe ist außerdem ein Ort der künstlerischen, wissenschaftlichen und kulturellen Begegnung. Regelmäßig finden im zweiten Stock Vorträge, Lesungen und Kolloquien zu deutsch-italienischen oder europäischen Themen statt.
In der Casa di Goethe befindet sich eine Präsenzbibliothek mit zahlreichen wertvollen Erstausgaben von Goethes Werken und umfangreicher Sekundärliteratur zu Leben und Werk des Dichters. Die Bibliothek ist nach Voranmeldung nutzbar, die Bestände lassen sich über einen Onlinekatalog durchsuchen. Zusätzlich gehören Bibliothek und Nachlass des Deutschen Künstlervereins zur Sammlung des Hauses.
Nach der im Jahr 2012 abgeschlossenen räumlichen Erweiterung wurde ab 2013 auch das Casa di Goethe-Stipendium in Rom wieder aufgelegt; dafür steht ein Gästezimmer für die Unterbringung von Autoren, Publizisten, Übersetzern und Wissenschaftlern zur Verfügung. Als Förderer wurde die Karin und Uwe Hollweg-Stiftung aus Bremen gewonnen. Über die Vergabe entscheidet eine paritätisch zusammengesetzte deutsch-italienische Jury.

## Ausstellungen (Auswahl)
- 2024: Max Liebermann. Ein Impressionist aus Berlin
- 2024: The Uncanny House.
- 2023: Max Peiffer Watenphul. Vom Bauhaus nach Italien
- 2022: Viaggio in Italia XXI - Lo sguardo sull´altro; Reise nach Italien XXI - Der Blick auf den anderen
- 2019: Poesia e destino. Wie Italien den Werther las.
- 2018: Canti di Colore – Farbenlieder – Songs of Colour. Hans Werner Henze (1926–2012).
- 2017: Punti di vista. Kerstin Schomburg und Jakob Philipp Hackert: eine fotografische Recherche.
- 2016: Am Fuße der Pyramide. 300 Jahre Friedhof für Ausländer in Rom.
- 2015/2016: Lady Hamilton: Eros und Attitüde. Schönheitskult und Antikenrezeption in der Goethezeit. Katalog.[11]
- 2012: „den ganzen Tag gezeichnet.“ Die italienischen Zeichnungen Goethes. In Zusammenarbeit mit der Klassik Stiftung Weimar
- 2007: Der Landschafts- und Genremaler Franz Ludwig Catel (1778–1856)

## Publikationen (Auswahl)
- Claudia Nordhoff: Casa di Goethe. Bestandskatalog. Mit einem Vorwort von Maria Gazzetti. Rom, 2017. ISBN 978-3-930370-44-3
- Nicholas Stanley-Price, Mary K. Guigan und John F. McGuigan: Am Fuße der Pyramide. 300 Jahre Friedhof für Ausländer in Rom. Publikation zur Ausstellung in der Casa di Goethe. Rom: AsKI e. V., 2016. ISBN 978-3-930370-38-2
- Jan Koneffke, Mario Fortunato: Berlin trifft Rom. Roma incontra Berlino. Herausgegeben von Maria Gazzetti, Casa di Goethe, 2016, ISBN 978-3-930370-37-5
- Lady Hamilton: Eros und Attitüde. Schönheitskult und Antikenrezeption in der Goethezeit, de./it. Publikation zur Ausstellung in der Casa di Goethe, Rom 2015, ISBN 978-3-7319-0269-0.
- Ursula Bongaerts: Die Casa di Goethe in Rom. Rom: Casa di Goethe, 2004. ISBN 3-930370-08-5
- Schadow in Rom. Zeichnungen von Johann Gottfried Schadow aus den Jahren 1785 bis 1787. Publikation zur Ausstellung in der Casa di Goethe. Berlin: Archiv der Akademie der Künste, 2003. ISBN 3-88331-075-1
- Konrad Scheurmann, Ursula Bongaerts-Schomer: "--endlich in dieser Hauptstadt der Welt angelangt!" Goethe in Rom. Publikation zur Eröffnung der Casa di Goethe in Rom. Mainz: Philipp von Zabern, 1997. ISBN 3-8053-2013-2
- Ursula Bongaerts-Schomer, Konrad Scheurmann, Gabriele Weidle-Kehrhahn: Casa di Goethe. Eine Ausstellung zum Goethe-Museum Rom im Bundeskanzleramt Bonn 10. November 1993 bis 28. Januar 1994. Bonn: Arbeitskreis selbständiger Kultur-Institute e. V., 1993.

## Goethes Aufenthalt in Rom

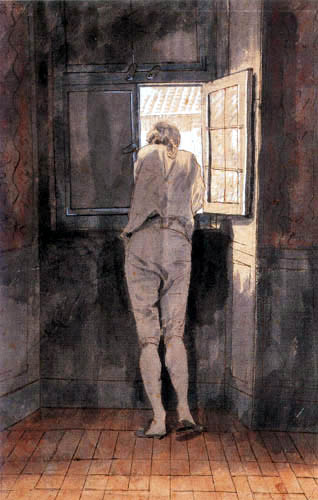
Goethe blickt aus der Wohnung auf die Via del Corso (von Tischbein, 1787)

Goethe traf am 29. Oktober 1786 nach zweimonatiger Reise in Rom ein. Zuerst nahm er Wohnung im Albergo dell'Orso (Ecke Via di Monte Brianzo und Via dell'Orso), wo der Überlieferung nach schon Dante, Rabelais und Montaigne abgestiegen waren. Dort suchte ihn bald Tischbein auf, mit dem er seit längerem korrespondiert hatte. Dieser lud ihn ein, zu ihm in die Via del Corso 18 zu ziehen, wo er mit anderen deutschsprachigen Künstlern in einer Art Wohngemeinschaft lebte, darunter Friedrich Bury (Schüler des Hanauer Tischbein), dessen Freund Johann Heinrich Lips und Johann Georg Schütz, später auch Heinrich Meyer. Das Haus, seinerzeit Casa Moscatelli genannt, gehörte der Familie Collina. Die damals 66-jährige Piera Giovanna Collina sorgte als eine Art Hausmutter für die Künstler.
Goethe blieb dort zunächst bis zur gemeinsamen Abreise mit Tischbein nach Neapel am 21. Februar 1787. Nach seiner Rückkehr von Neapel und Sizilien am 6. Juni 1787 quartierte er sich erneut hier ein. Ursprünglich wollte er nur den Sommer in Rom verbringen, Anfang August entschloss er sich aber, auch den Winter über noch zu bleiben. Er bezog nach dem Weggang Tischbeins nach Neapel Mitte Juli dessen geräumiges Atelier, den großen Ecksaal im ersten Stock, besuchte mit den Künstlerfreunden die nähere Umgebung und widmete sich – neben seinem Studium der Antike sowie der Besichtigung von Sehenswürdigkeiten – vor allem praktischen Mal- und Zeichenübungen und der Fortsetzung seiner schriftstellerischen Arbeit. Im Frühjahr 1788 zog er für wenige Wochen in den zweiten Stock. Nach Ostern 1788 begab er sich Mitte April auf die Rückreise nach Weimar.
In Rom verkehrte Goethe vor allem in der deutschen Künstlerkolonie, vorzugsweise mit Angelika Kauffmann, Johann Friedrich Reiffenstein und Karl Philipp Moritz. Über die „Wohngemeinschaft“ in der Via del Corso schreibt Goethe am 2. Oktober 1787:

„Auch im allgemeinen mit mehreren Menschen zu leben, geht mir ganz gut. Ich sehe eines jeden Gemütsart und Handelsweise. Der eine spielt sein Spiel, der andre nicht, dieser wird vorwärts kommen, jener schwerlich. Einer sammelt, einer zerstreut. Einem genügt alles, dem andern nichts. Der hat Talent und übt's nicht, jener hat keins und ist fleißig etc. etc. Das alles sehe ich und mich mitten drin; es vergnügt mich und gibt mir, da ich keinen Teil an den Menschen, nichts an ihnen zu verantworten habe, keinen bösen Humor.“

In seine italienische Zeit fallen die Fertigstellung und Veröffentlichung der Iphigenie auf Tauris, die Fertigstellung des Egmont sowie die Fortsetzung der Arbeit am Torquato Tasso und am Faust.
Goethes zweibändiges Werk Italienische Reise erschien zwischen 1813 und 1817. Es beruht auf seinen Reisetagebüchern, die nur teilweise erhalten sind und für das Werk überarbeitet wurden, das die Tagebuchform wahrt und durch Briefe ergänzt wird. Hier schildert er mit zahlreichen Einzelheiten seinen römischen Aufenthalt.